# Thyreus forchhammeri
Thyreus forchhammeri är en biart som beskrevs av Constance Margaret Eardley 1991. Thyreus forchhammeri ingår i släktet Thyreus och familjen långtungebin. Inga underarter finns listade i Catalogue of Life.